# Qiangba Puncog
Qiangba Puncog (Hán-Việt: Hướng Ba Bình Thố; sinh tháng 5 năm 1947) là chính khách nước Cộng hòa Nhân dân Trung Hoa. Ông là Phó Ủy viên trưởng Ủy ban Thường vụ Đại hội Đại biểu Nhân dân Toàn quốc khóa XII nhiệm kỳ 2013 - 2018. Trước khi về trung ương công tác, ông đảm nhiệm Chủ nhiệm Ủy ban Thường vụ Đại hội đại biểu nhân dân khu tự trị Tây Tạng và Chủ tịch Chính phủ nhân dân khu tự trị Tây Tạng.

## Tiểu sử

### Thân thế
Qiangba Puncog là người Tạng sinh tháng 5 năm 1947, người Xương Đô, Tây Tạng.

### Giáo dục
Tháng 4 năm 1972 đến tháng 10 năm 1975, ông theo học chuyên ngành chế tạo cơ khí khoa cơ khí tại Đại học Trùng Khánh.
Tháng 9 năm 1981 đến tháng 7 năm 1982, ông theo học lớp đào tạo cán bộ kỳ thứ 2 tại Trường Đảng Trung ương Đảng Cộng sản Trung Quốc.

### Sự nghiệp
Tháng 10 năm 1970 cho đến tháng 4 năm 1971, ông công tác ở nhà máy máy nông nghiệp địa khu Xương Đô, khu tự trị Tây Tạng nay thuộc thành phố Xương Đô. Tháng 5 năm 1974, ông gia nhập Đảng Cộng sản Trung Quốc.
Tháng 10 năm 1975, sau khi tốt nghiệp, ông về làm kỹ thuật viên rồi quản đốc của nhà máy máy nông nghiệp địa khu Xương Đô, khu tự trị Tây Tạng.
Tháng 3 năm 1979, ông được bổ nhiệm làm Phó Cục trưởng Cục máy nông nghiệp địa khu Xương Đô, khu tự trị Tây Tạng.
Tháng 10 năm 1980, ông được luân chuyển giữ chức Bí thư Huyện ủy Ba Mật, khu tự trị Tây Tạng. Tháng 8 năm 1983, ông được bổ nhiệm làm Phó Chuyên viên Cơ quan hành chính địa khu Xương Đô, khu tự trị Tây Tạng.
Tháng 11 năm 1992, ông được bổ nhiệm giữ chức Phó Bí thư Địa ủy địa khu Sơn Nam kiêm Chuyên viên Cơ quan hành chính địa khu Sơn Nam nay thuộc thành phố Sơn Nam, khu tự trị Tây Tạng. Tháng 6 năm 1995, ông được bổ nhiệm làm Bí thư Địa ủy địa khu Sơn Nam.
Tháng 11 năm 1997, ông được luân chuyển làm Bí thư Thành ủy Lhasa, khu tự trị Tây Tạng. Tháng 5 năm 1998, ông được bầu làm Ủy viên Ban Thường vụ Khu ủy Khu tự trị Tây Tạng kiêm Bí thư Thành ủy Lhasa. Ngày 14 tháng 11 năm 2002, tại phiên bế mạc của Đại hội Đảng Cộng sản Trung Quốc lần thứ 16, ông được bầu làm Ủy viên dự khuyết Ban Chấp hành Trung ương Đảng Cộng sản Trung Quốc khóa XVI.
Tháng 1 năm 2003, ông được bổ nhiệm giữ chức Phó Bí thư Khu ủy Khu tự trị Tây Tạng kiêm Bí thư Thành ủy Lhasa. Tháng 4 năm 2003, ông được bổ nhiệm làm Phó Bí thư Thường trực Khu ủy Khu tự trị Tây Tạng. Tháng 5 năm 2003, ông được bầu làm Chủ tịch Chính phủ nhân dân Khu tự trị Tây Tạng kiêm Phó Bí thư Thường trực Khu ủy Khu tự trị Tây Tạng. Tháng 10 năm 2006, ông là Phó Bí thư Khu ủy Khu tự trị Tây Tạng kiêm Chính phủ nhân dân Khu tự trị Tây Tạng. Ngày 21 tháng 10 năm 2007, tại Đại hội Đảng Cộng sản Trung Quốc lần thứ 17, ông được bầu làm Ủy viên chính thức Ban Chấp hành Trung ương Đảng Cộng sản Trung Quốc khóa XVII.
Tháng 1 năm 2010, ông được bầu làm Bí thư Ban Cán sự Đảng ủy ban Thường vụ Đại hội đại biểu nhân dân khu tự trị Tây Tạng, Chủ nhiệm Ủy ban Thường vụ Đại hội đại biểu nhân dân khu tự trị Tây Tạng.
Tháng 1 năm 2013, ông được miễn nhiệm chức vụ Bí thư Ban Cán sự Đảng ủy ban Thường vụ Đại hội đại biểu nhân dân khu tự trị Tây Tạng, Chủ nhiệm Ủy ban Thường vụ Đại hội đại biểu nhân dân khu tự trị Tây Tạng.
Ngày 14 tháng 3 năm 2013, tại hội nghị toàn thể lần thứ 4 trong khuôn khổ hội nghị lần thứ nhất của Đại hội đại biểu Nhân dân toàn quốc (Quốc hội Trung Quốc) khóa XII nhiệm kỳ 2013 đến năm 2018, Qiangba Puncog được bầu làm Phó Ủy viên trưởng Ủy ban Thường vụ Đại hội Đại biểu Nhân dân Toàn quốc.
Tháng 4 năm 2013, ông thôi kiêm nhiệm chức vụ Phó Bí thư Khu ủy Khu tự trị Tây Tạng.